# Sándor Bródy (scrittore)
Sándor Bródy (Eger, 23 luglio 1863 – Budapest, 12 agosto 1924) è stato uno scrittore e giornalista ungherese di origine ebraica.

## Biografia

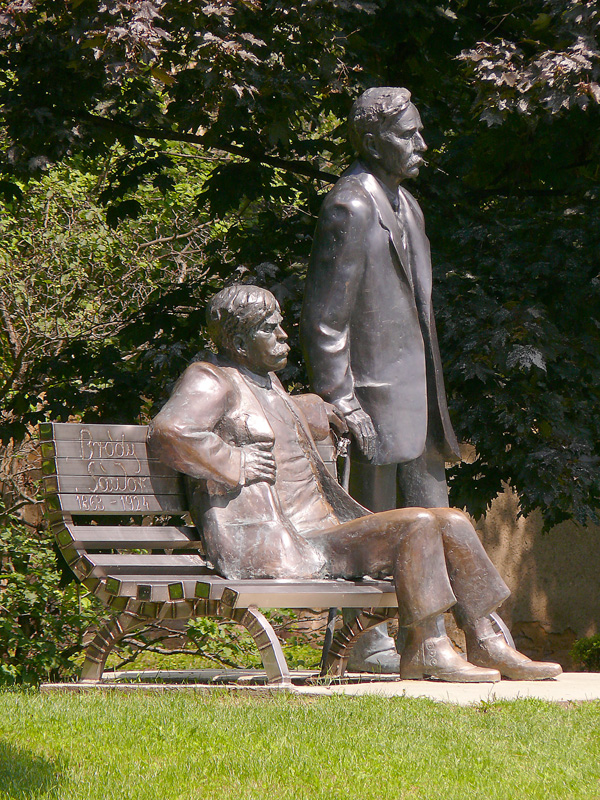
Statue di Sándor Bródy e Géza Gárdonyi a Eger

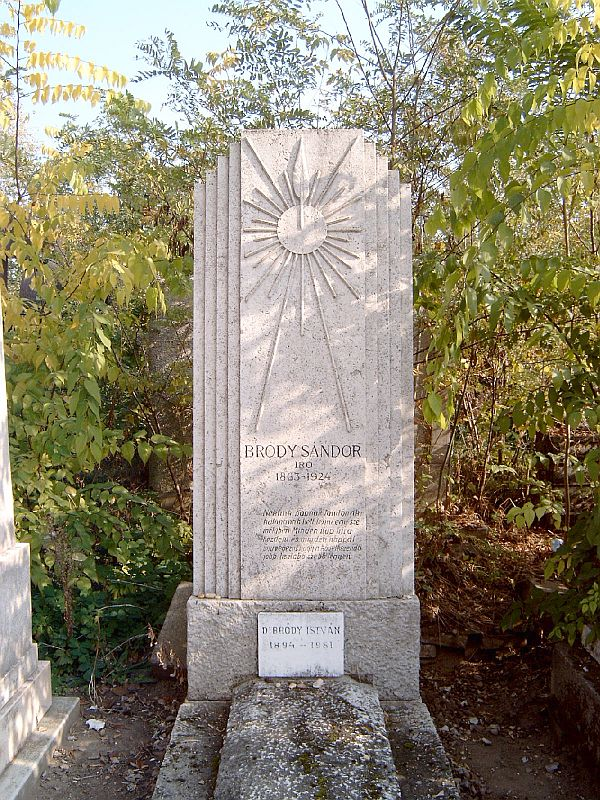
La tomba di Sándor Bródy a Budapest. Cimitero ebraico di Kozma.

Dopo aver frequentato le scuole della sua città si dedicò totalmente alla letteratura.
Dal 1888 al 1890 fu editore della rivista Erdélyi Híradó, oltre a collaborare con l'altra rivista Erdélyi Képes Ujság e il giornale politico Magyarság.
Sin dal 1890 fu membro del circolo socio-politico-letterario Magyar Hírlap, e dal 1882 divenne un fertile creatore di articoli, feuilleton, storie e novelle al punto di assumere un ruolo di primo piano nell'ambito della letteratura del suo Paese.
Inizialmente venne considerato un leader progressista, sia dal punto di vista politico sia dal punto di vista sociale, grazie alla pubblicazione delle riviste Fehér Könyv ("Libro bianco") del 1902, scritta peraltro da solo, e Jövendo ("L'Avvenire") del 1903.
Il suo esordio letterario lo vide inserirsi nella corrente naturalistica di Émile Zola, pur non riuscendo pienamente a liberarsi dal suo spirito romantico, che lo condusse, sia nella critica alla società sia nel momento creativo, verso gli estremi; l'amalgama di queste due tendenze si risolse con una grandissima passione che avvolse l'osservazione oggettiva della realtà.
Fu fortemente critico nei confronti del sistema politico-sociale del suo tempo e osteggiò anche i suoi corregionali che, dopo essersi arricchiti, tendevano ad allontanarsi dalla comunità ebraica per farsi assorbire dai magiari.
Tra le sue caratterizzazioni principali non negative, emerse quella del piccolo povero ebreo, per il quale lo scrittore mostrò di provare simpatia.
Nel 1901 preparò la riduzione teatrale della sua novella Hóféhérke che venne accolta favorevolmente al National Theater di Budapest.
Nel suoi lavori, analizzò il lato oscuro della vita e, stilisticamente, seguì il modello della scuola realistica francese.
Bródy raggiunse una grande popolarità. Tutti i suoi lavori furono tradotti in lingua tedesca, e alcuni dei suoi libri meritarono la traduzione in francese, in inglese in danese, in croato, in romeno, e in slavo.
Notevole fu la sua influenza su tutti gli artisti ed i pensatori che ruotarono attorno alla rivista Nyugat, tra i quali il drammaturgo Ferenc Molnár, il narratore Gyula Krúdy, lo scrittore Zsigmond Móricz.

## Opere principali
- Regénytárgyak, racconti, 1892;
- A kétlelkű asszony, novelle, 1893;
- Az Egri diákok, 1894;
- Nyomor, storie, 1884;
- Faust orvos, novelle, 1888-90;
- Don Quixote kisasszony, novelle, 1888;
- Emberek, storie, 1888;
- Színészvér, storie, 1891;
- Hófehérke ("Biancaneve"), novella, 1894;
- Apró regények, 1895;
- Két szőke asszony, novelle, 1895;
- Éjszaka, storie, 1895;
- Rejtelmek, storie, 1895;
- Az asszonyi szépség, 1897;
- Tündér Ilona, novelle, 1898;
- Az ezüst kecske ("Il capro d'argento"), 1898;
- Egy férfi vallomásai, 1899;
- Fehér könyv, 1900-01;
- A dada ("La bambinaia"), dramma, 1902;
- A medikus ("Il medico"), dramma, 1911.